# Вајтстоун (Онтарио)
Вајтстоун (енгл. Whitestone) је општина у Канади у покрајини Онтарио. Према резултатима пописа 2011. у општини је живело 918 становника.

## Становништво
Према резултатима пописа становништва из 2011. у граду је живело 918 становника, што је за 10,9% мање у односу на попис из 2006. када је регистровано 1.030 житеља.
| 2006. | 2011. |
| ----- | ----- |
| 1.030 | 918   |